# Nava de Francia
Nava de Francia est une commune de la province de Salamanque dans la communauté autonome de Castille-et-León en Espagne.

## Géographie
Le territoire de la commune est composé du bourg de Nava de Francia et du hameau d'El Casarito, il a une superficie totale de 16,51 km².

### Communes limitrophes
|           | Cereceda de la Sierra |                         |
| El Cabaco | Nava de Francia       | San Martín del Castañar |
|           | La Alberca            |                         |

## Démographie
Évolution démographique depuis 1900
| 1900 | 1910 | 1920 | 1930 | 1940 | 1950 | 1960 | 1970 | 1981 | 1991 | 2000 | 2014 | 2017 | 2019 | 2020 |
| ---- | ---- | ---- | ---- | ---- | ---- | ---- | ---- | ---- | ---- | ---- | ---- | ---- | ---- | ---- |
| 243  | 409  | 371  | 383  | 458  | 492  | 415  | 243  | 163  | 124  | 150  | 134  | 140  | 126  | 123  |

## Sites et patrimoine

### Lieux et monuments
- Église paroissiale Notre-Dame du Rosaire.

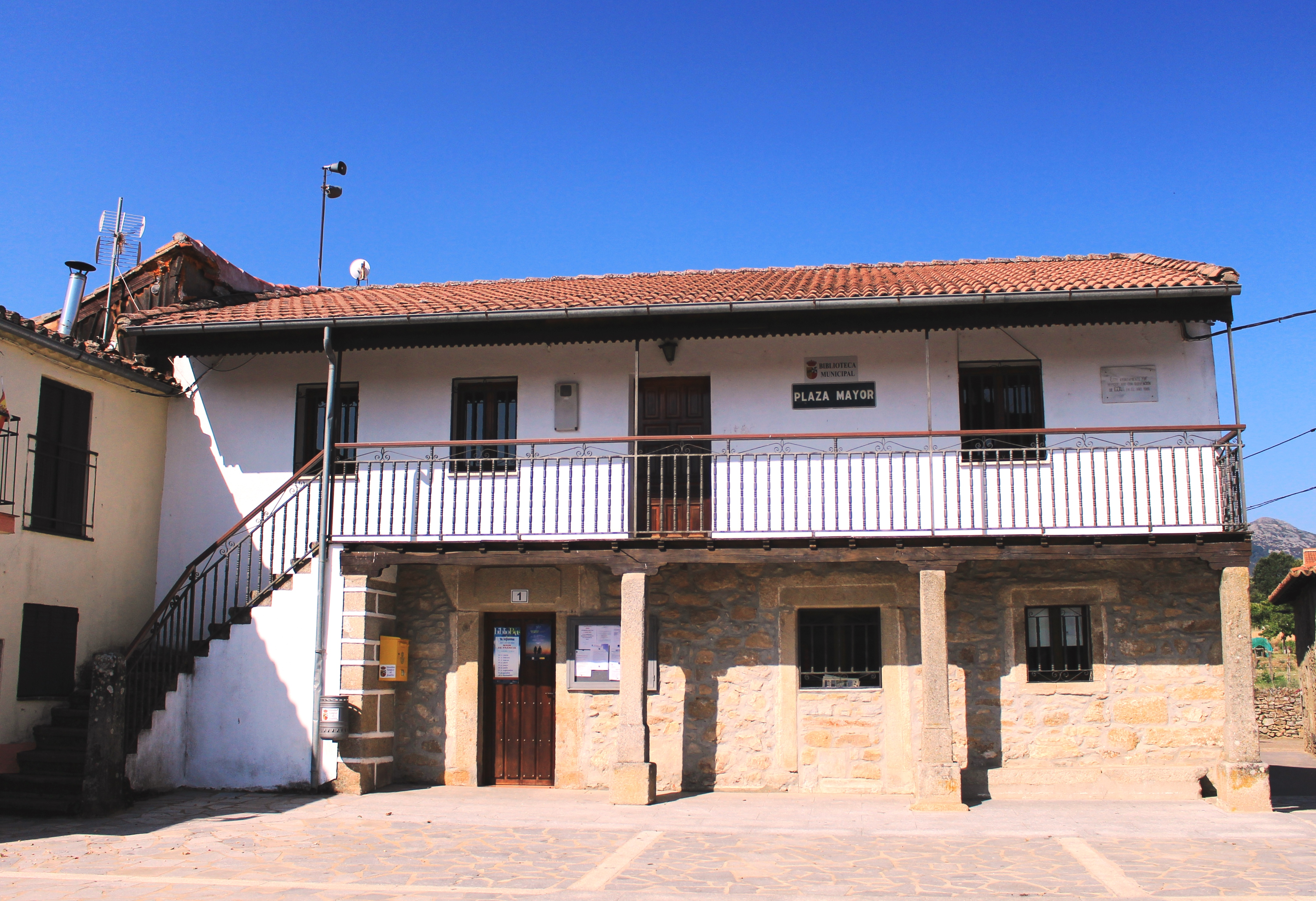
Mairie de Nava de Francia.
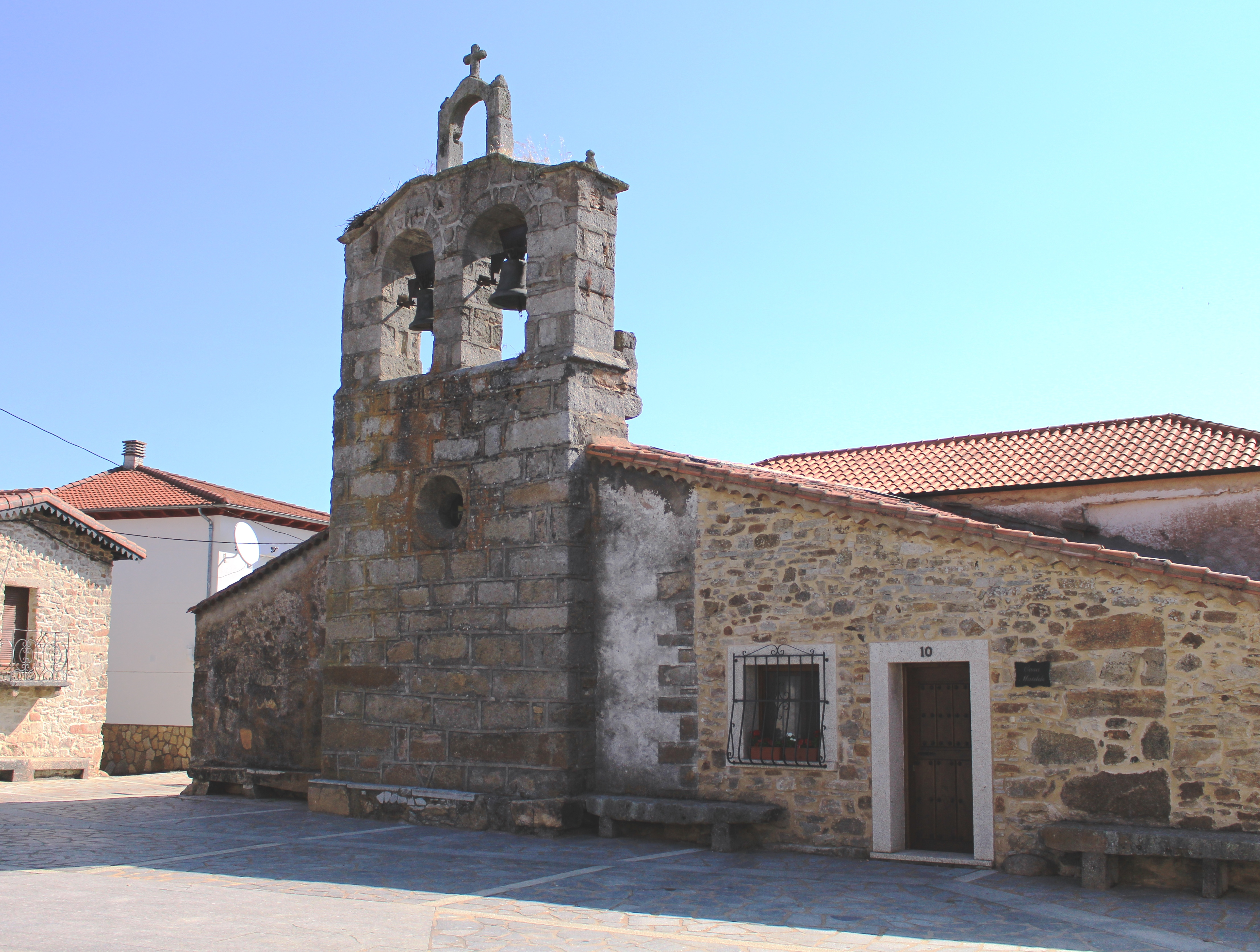
Église Notre-Dame du Rosaire.
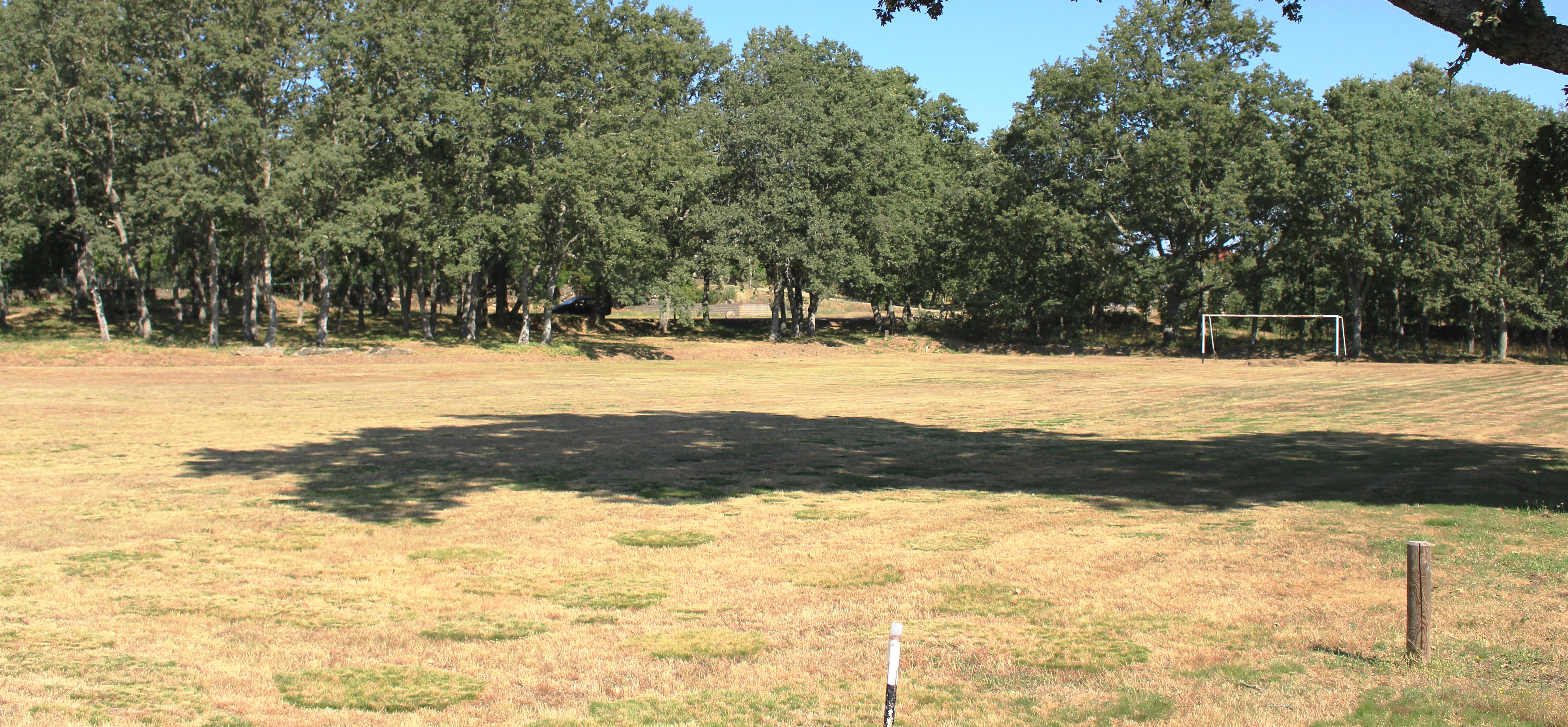
Terrain de sport de Nava de Francia.
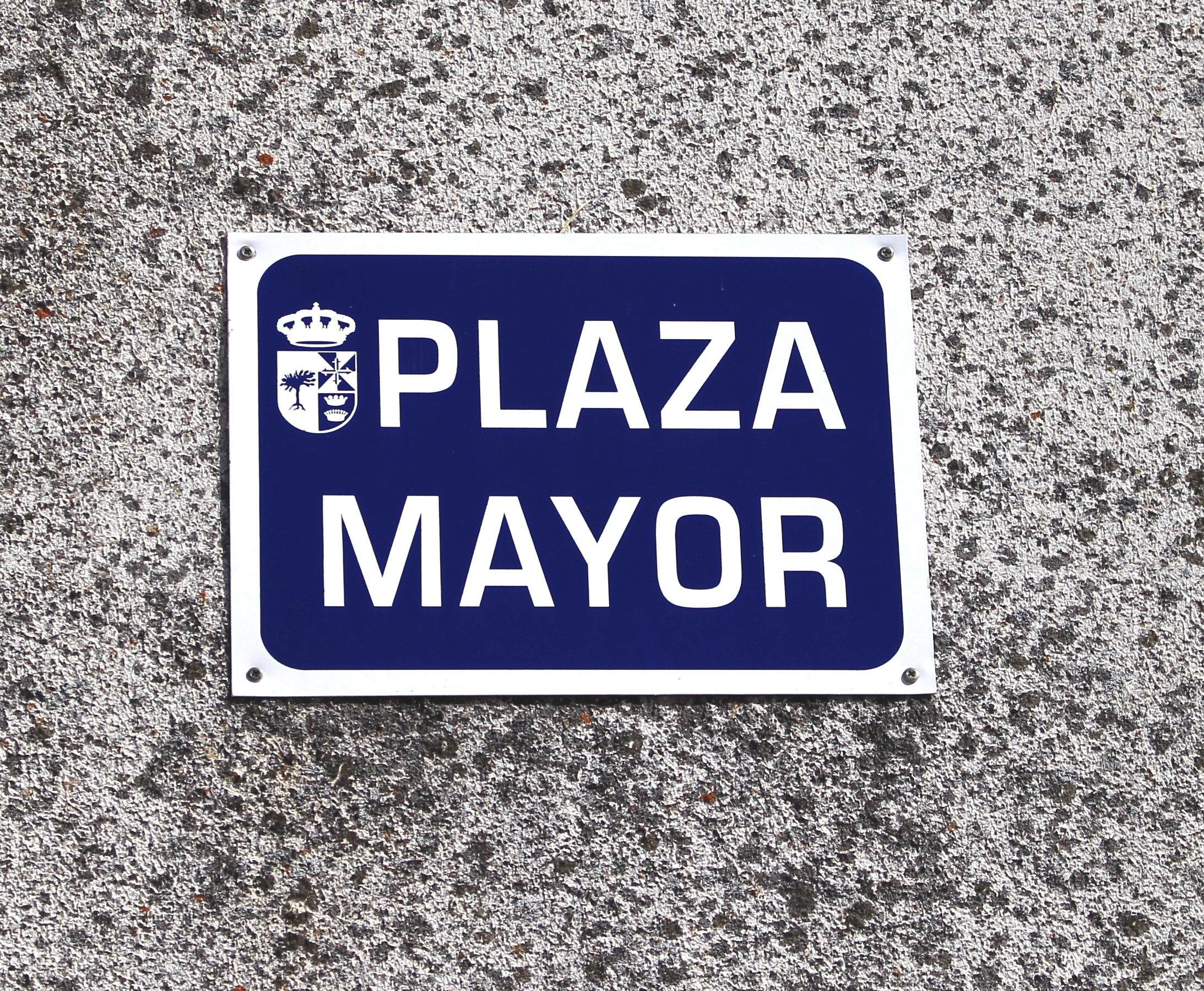
Rue du village.